# 斯普林希爾 (阿拉巴馬州)
斯普林希爾（英語：Springhill）是一個位於美國阿拉巴馬州克萊縣的非建制地區。該地的面積和人口皆未知。

## 地理
斯普林希爾的座標為33°18′39″N 85°55′19″W / 33.31097°N 85.92194°W，而該地最高點為海拔高度348米（即1142英尺）。